# Ann Shulgin
Laura Ann Shulgin, née Gotlieb le 22 mars 1931 à Wellington et morte le 9 juillet 2022 à Lafayette est une autrice et thérapeute psychédélique américaine. Elle est l'épouse du chimiste Alexander Shulgin, avec qui elle a écrit PiHKAL et TiHKAL.

## Biographie
Laura Ann Gotlieb est née à Wellington, en Nouvelle-Zélande. Elle est la fille de Bernard Gotlieb et de Gwen Ormiston. Elle grandit en Italie, dans le village d'Opicina, près de Trieste. Son père y est le consul américain pendant six ans avant la Seconde Guerre mondiale,,. Plus tard dans son enfance, elle vit aux États-Unis, à Cuba et au Canada. Elle est étudiante en art et devient artiste. Elle contracte trois mariages qui se soldent par des divorces et a quatre enfants. Ann travaille comme transcriptrice médicale lorsqu'elle rencontre le chimiste Alexander (« Sasha ») Shulgin, en 1978. Ils se marient le 4 juillet 1981 dans leur arrière-cour, à San Francisco. Sasha Shulgin est un passionné de substances psychédéliques ; il en synthétise plusieurs centaines au cours de sa vie.
Dans un article publié dans Libération en 2001, Ann raconte avoir été intéressée par les psychédéliques bien avant d'avoir rencontré Sasha : « je me suis toujours intéressée, pour ma part, aux états de conscience modifiés et au fonctionnement de l'esprit. Quand les psychédéliques sont apparus, c'était la chose la plus excitante dont j'avais jamais entendu parler : des produits qui emportaient dans un autre monde, à l'intérieur de soi, pour découvrir ce qui s'y cache. C'était longtemps avant que je rencontre Sasha ». Sa première expérience date ainsi des années 1960.
Durant des décennies, le couple étudie des milliers de substances psychédéliques, la plupart synthétisées par Sasha lui-même. Chaque fois que Sasha concocte un nouveau psychotrope, Ann l'essayait, à toute petite dose. S'il semblait avoir un effet intéressant, ils convoquent un groupe d'amis, des chimistes, des psychiatres, des anthropologues et d'autres psychonautes, pour le tester à des doses plus élevées. Ann Shulgin affirme ainsi avoir fait l'expérience d'environ 2 000 substances psychédéliques.
Elle effectue également pendant quelques années des psychothérapies assistées par psychédéliques en tant que thérapeute non professionnelle, avec notamment la MDMA et le 2C-B, pendant la période où ces substances (découvertes ou redécouvertes par son mari) sont encore légales. Dans ses écrits, elle souligne le potentiel de ces médicaments d'un point de vue de la psychanalyse jungienne, ainsi que leur utilisation en combinaison avec l'hypnothérapie. Elle s'exprime souvent lors de congrès et continue à prôner l'utilisation des psychédéliques dans des contextes thérapeutiques.
Pour rendre compte de leurs découvertes sur les psychédéliques et permettre au reste du monde de les expérimenter également, Ann et Sasha publient deux livres : PiKHAL en 1991 et TiHKAL en 1997. Ces livres contiennent des « trips reports » mais surtout toutes les indications nécessaires à la synthèse des produits psychotropes présentés. Le couple développe par ailleurs une méthode systématique de classement des effets des différentes substance de synthèse qu'Alexander produisait, connue sous le nom d'Échelle d'évaluation Shulgin (en), comprenant un vocabulaire pour décrire les sensations visuelles, auditives et physiques. Ann a également contribué aux livres Thanatos to Eros: 35 Years of Psychedelic Exploration, Entheogens and the Future of Religion, Ecstasy: The Complete Guide, The Secret Chief Revealed, Higher Wisdom: Eminent Elders Explore the Continuing Impact of Psychedelics et Manifesting Minds: Une revue des psychédéliques dans la science, la médecine, le sexe et la spiritualité. En 1995, le psychologue américain Timothy Leary déclarait « je considère Shulgin et sa femme comme étant deux des scientifiques les plus importants du XXe siècle ».
Ann meurt le 9 juillet 2022 dans sa résidence de San Francisco des suites d'une maladie pulmonaire.

## Publications
(mai 2024).
- Alexandre Shulgin et Ann Shulgin, PiHKAL, Berkeley, Transform Press, 1991
- Alexandre Shulgin et Ann Shulgin, TiHKAL, Berkeley, Transform Press, 1997 (ISBN 0-9630096-9-9)
- avec Alexandre Shulgin. "A new vocabulary". Dans Robert Forte (éd.), Entheogens and the Future of Religion, Berkeley : Council on Spiritual Practices, 1997. (ISBN 1-889725-01-3)
- "Tribute to Jacob". Dans The Secret Chief : Conversations With a Pioneer of the Underground Psychedelic Therapy Movement par Myron J. Stolaroff, Charlotte, Caroline du Nord : Association multidisciplinaire pour les études psychédéliques, 1997. (ISBN 0-9660019-1-5)
- Avant-propos, M. Crowley, Drogues secrètes du bouddhisme . Amrita Press, 2017. (ISBN 978-0907791744)